# کنستانتین چهارم
کنستانتین چهارم (به لاتین: Flavius Constantinus) (به یونانی: Κωνσταντίνος Δ') متولّد سال ۶۵۲ میلادی یکی از امپراتوران بیزانس بود، دوران سلطنتش از ۶۶۸ میلادی تا ۶۸۵ میلادی (۱۵ سال) بود، او در حالی به پادشاهی رسید که خطر امپراتوری عربی (امپراتوری اسلامی) به‌شدت احساس می‌شد و ۵۰ سال بود که همواره بیزانس مورد هجوم اعراب تازی قرار گرفته بود.

## محاصره قسطنطنیه (۶۷۸-۶۷۴ میلادی)
اعراب مسلمان به مدت طولانی ۴ سال از طرف آسیایی به رهبری نیروهای عبدالرحمن پایتخت بیزانس؛ قسطنطنیه را محاصره کرده ولی سرانجام مجبور به عقب‌نشینی شدند.
| پیشین: کنستانس دوم | امپراتور بیزانس ۶۶۸ تا ۶۸۵ میلادی | جانشین: ژوستینیان دوم |